# Peuples indigènes du Brésil

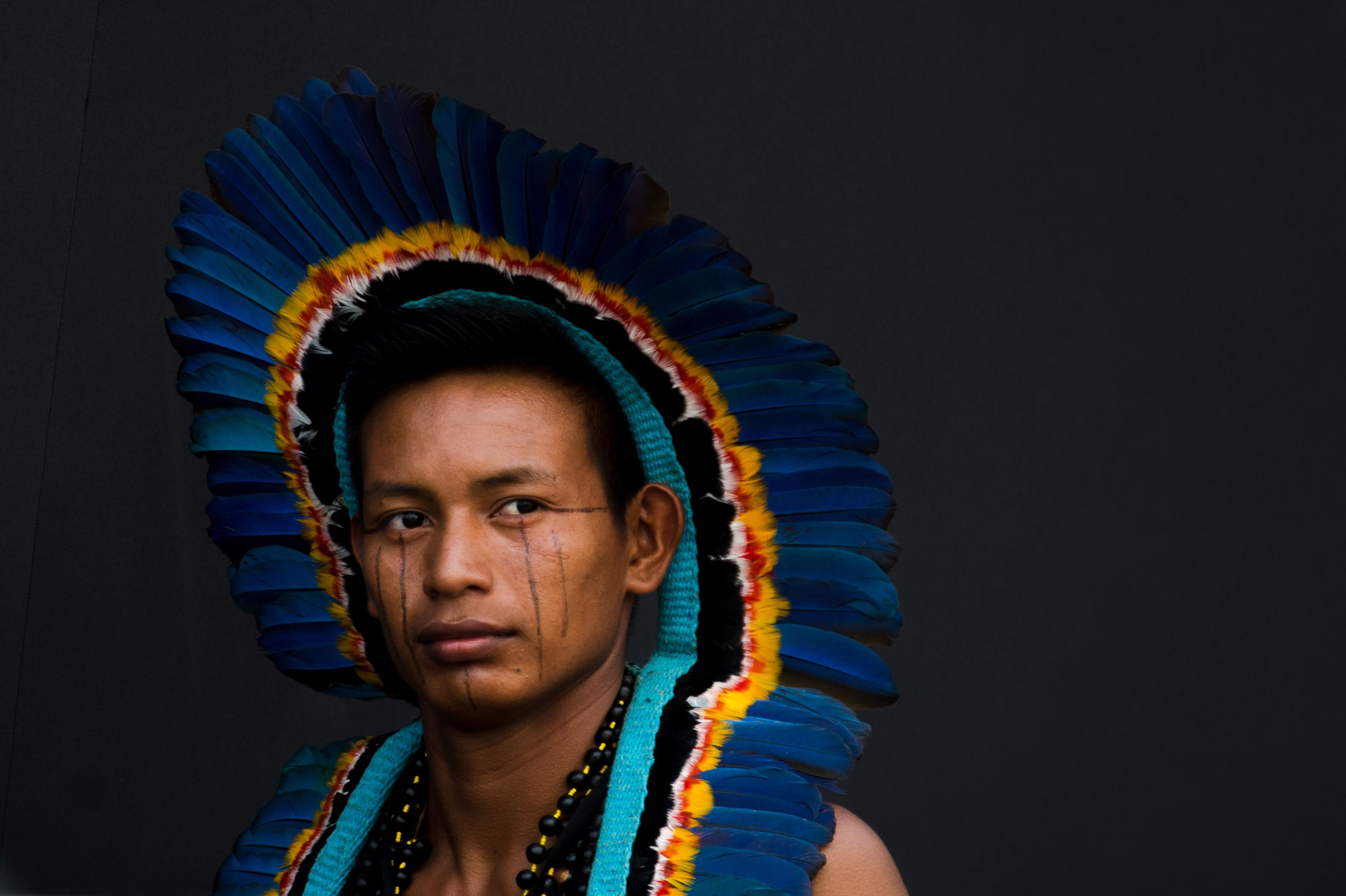
Les peuples autochtones du Brésil continuent d'être confrontés à des déplacements, à la violence et à la discrimination.

Les peuples autochtones du Brésil (Povos indígenas en portugais) comprennent un grand nombre de groupes ethniques distincts qui habitaient la région avant l'arrivée des Européens aux environs de 1500. À la suite de Christophe Colomb, qui croyait avoir atteint les Indes orientales, les premiers explorateurs portugais les appelèrent Indiens, un nom encore utilisé au Brésil, bien qu'il y ait une différence de nom entre les indiens d'Inde (indiano) et les indiens d'Amérique (índio).
Les peuples autochtones au Brésil étaient surtout des tribus semi-nomades dont l'économie se basait sur la chasse, la pêche, la cueillette et l’agriculture de subsistance. Beaucoup des groupes qui existaient en 1500 ont été assimilés à la culture européenne. Ils constituent la principale origine de peuplement du Brésil malgré les apports de l'immigration européenne, africaine et japonaise. Les peuples autochtones du Brésil représentaient selon diverses estimations entre 5 et 15 millions d'habitants précolombiens. Ils sont aujourd'hui entre 100 000 (considéré par le gouvernement brésilien) et 400 000 qui est une valeur plus probable. Aujourd'hui, la structure tribale ne se rencontre plus que dans des endroits retirés de la forêt amazonienne. La quasi-totalité des peuples autochtones se sont intégrés dans un état de style européen, fusionnant avec les immigrants et adoptant le mode de vie européen. Une nouvelle politique gouvernementale protège depuis une cinquantaine d'années les « non-assimilés » subsistants. Les peuples autochtones « non assimilés » sont estimés à 350 000 à 1991 puis à 700 000 lors du recensement de 2000. Le nombre de personnes parlant une langue autochtone est de 155 000 (nombre peut-être inexact). Le nombre de langues distinctes identifiées au Brésil par les ethnologues est de 235, dont 188 toujours vivantes. 215 peuples autochtones sont actuellement identifiés, majoritairement localisés dans l'ouest et le nord amazonien.
L'héritage culturel des autochtones dans la culture brésilienne se rencontre dans les noms des lieux géographiques, la langue, la musique. Cet héritage reste largement sous-estimé encore aujourd'hui, faisant partie d'une culture dominée.
De manière anecdotique, l'habitude de se baigner tous les jours provient de la culture indienne, de même que l'usage du manioc, nourriture typique des régions rurales.

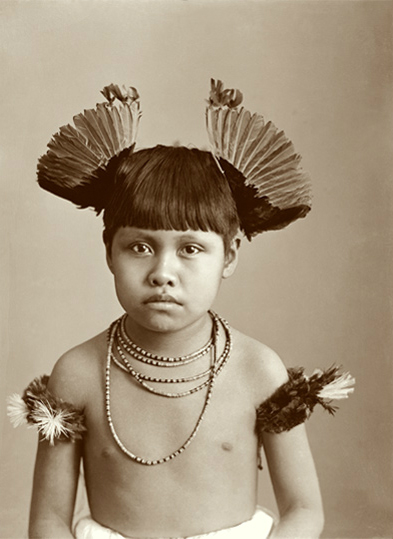
Indien garçon.

## Origines
L'origine de ces peuples autochtones est encore matière à discussion parmi les archéologues. Le point de vue traditionnel qui les relie à la migration sibérienne vers l’Amérique à la fin de la dernière glaciation a toujours les faveurs des archéologues d'Amérique du Sud. Cependant, il existe des preuves[Lesquelles ?] de migrations européennes antérieures à la migration sibérienne[réf. nécessaire], comme le démontrent des squelettes retrouvés en Amérique du Nord[réf. nécessaire].
Des faits anthropologiques et génétiques montrent que beaucoup de peuples d’origine américaine descendent de la première vague de peuples migrants du nord de l'Asie (Sibérie) qui entrèrent par le détroit de Bering en au moins trois vagues distinctes. Au Brésil, particulièrement, nombre de tribus présentes en 1500 descendaient de la première vague arrivée par le détroit à la fin de la dernière glaciation, vers 9000 av. J.-C.
La vague de migration d'environ 9000 av. J.-C., serait arrivée au Brésil vers 6000 av. J.-C. pénétrant le bassin du rio Amazone du Nord-ouest. La deuxième et la troisième vagues vinrent de la Sibérie et ont formé les peuples d'athabaska et eskimo et n'ont pas dépassé les uns le sud des États-Unis et les autres le Canada.

### Hypothèse des aborigènes américains
La thèse traditionnelle citée plus haut a été contestée à cause de trouvailles de restes humains en Amérique du Sud qui seraient trop vieux pour l'étayer : ils auraient environ 20 000 ans. On affirme que quelques trouvailles récentes (par exemple le squelette de Luzia à Lagoa Santa) sont morphologiquement différentes du génotype asiatique et sont plus proches des aborigènes africains et australiens. Ces peuples aborigènes auraient ensuite été absorbés par les émigrants d’origine sibérienne. Les natifs de la Terre de Feu à l'extrémité sud du continent américain sont peut-être les derniers descendants de ces populations aborigènes. Il convient de traiter le peuplement de l'est du continent qui fut le fait de peuples originaires d'Asie (peuples asiatiques et de l'Océanie) du peuplement de l'ouest où des migrations ont eu lieu grâce à la glaciation. Ainsi on retrouve les mêmes outils de cette époque en Amérique et dans la région du sud de la France.
Ces premiers émigrants auraient traversé l’océan ou auraient voyagé le long de la côte et auraient pénétré en Amérique par le détroit de Bering bien avant les vagues sibériennes. Cette théorie est rejetée par beaucoup de spécialistes parce que le parcours leur semble trop difficile.

## Restes archéologiques
Pratiquement, toutes les preuves archéologiques sur la préhistoire du Brésil datent de la période postérieure aux vagues d’immigration. Les Indiens brésiliens, au contraire de ceux de la Mésoamérique et des Andes occidentales, n’ont pratiquement pas laissé de monuments en pierre. Cependant, on retrouve un peu partout au Brésil des peintures rupestres semblables à Lascau qui attestent d'une occupation ancienne. Pour cela, ce que nous connaissons de l'histoire de cette région avant 1500 a été déduit et reconstitué par des preuves archéologiques en petite échelle comme de la poterie et des flèches en pierre. Récemment, en mai 2006, une équipe d'archéologues brésiliens a découvert un site archéologique de monuments en pierres dans l'État d'Amapá.
Les restes les plus marquants des sociétés d'avant la découverte sont des tas de coquillages ("sambaquis") trouvés dans certains sites côtiers qui ont été continuellement occupés durant 5 000 ans et la terre noire déposée en divers endroits le long de l’Amazone que l'on croit être d'anciens dépôts d'ordures. Des récentes excavations dans de tels dépôts dans le haut et moyen cours de l'Amazone ont montré des restes de quelques grands établissements, contenant de dizaines de centaines de maisons indiquant une structure sociale et économique complexe.

## Économie et culture
Les peuples indigènes du Brésil paraissent avoir subsisté de chasse, de pêche et de cueillette. Ils utilisent des instruments et des flèches en pierres taillées, semblables à celles trouvées dans toutes les Amériques aux époques correspondantes.

### Céramique
La poterie a été introduite à une date fort récente. Les poteries brésiliennes utilisent du matériel sophistiqué (comme des pointes de silice microscopiques obtenues de certaines éponges d'eau douce) pour la fabrication de récipients utilitaires ou de cérémonie, décorés de sculptures, de moulures et de peintures. Cependant, les indigènes ne connaissaient pas le tour de potier.
L’évolution des styles de poterie à divers endroits indique un schéma complexe de migrations internes et de substitutions. En particulier, il semble que les Indiens Tupi-guarani, qui, vers 1500, était la plus grande famille ethnique à l'est des Andes, avaient pour origine une petite tribu de la région amazonique. Elle a semble-t-il migré de son occupation historique du Brésil central vers le Paraguay, au Ier siècle av. J.-C.

### Agriculture
Les Indiens brésiliens ont développé ou appris quelques techniques d’agriculture. Certaines, comme le maïs, ont été importées des civilisations plus avancées de l'Ouest des Andes, tandis que le manioc, qui est devenu une des denrées de base de l'alimentation, semble avoir été développée sur place.
Les Indiens brésiliens n’avaient pas d'animaux domestiques qui puissent être utilisés pour le transport ou pour les travaux des champs. La quasi totalité des animaux domestiques rencontrés en Amérique du Sud tels le cheval, le cochon, la vache, le chat, etc sont des animaux importés d'Europe. L’agriculture était donc totalement exercée à mains d’homme. Son schéma traditionnel comprenait l’abattage des arbres pour créer une clairière, brûler sur place le bois coupé pour en libérer les nutriments minéraux, planter et récolter. En général, on plantait ensemble deux espèces ou plus. Les champs étaient fréquemment abandonnés une fois le sol épuisé.
Des Indiens brésiliens fabriquaient une boisson alcoolisée à partir de la fermentation du maïs ou du manioc, selon une technique qui semble être parvenue de l'autre côté des Andes.

## Les peuples autochtones à l'époque de la découverte

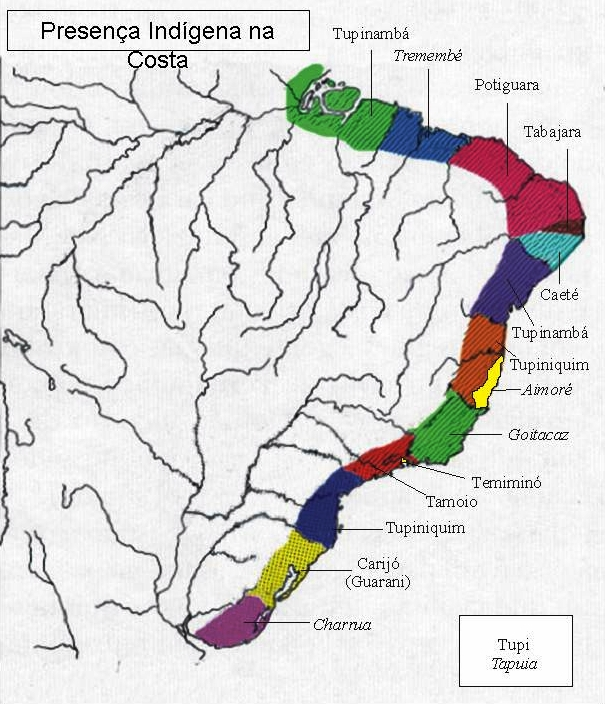
Présence indigène sur le littoral au 16e siècle

Quand les découvreurs portugais arrivèrent pour la première fois au Brésil, en avril 1500, ils y trouvèrent, à leur grand étonnement, une terre largement habitée. Selon le CNRS, on estime entre 8 et 10 millions le nombre d'habitants du Brésil à l'époque de la découverte qui vivaient dans un paradis de richesses naturelles. Pero Vaz de Caminha, le secrétaire officiel de Pedro Alvares Cabral, le capitaine de la flotte qui avait atterri dans l’État actuel de Bahia, écrivit une lettre au roi de Portugal décrivant sur un ton admiratif la beauté du pays et de ses habitants. Là où ont abordé les nouveaux arrivants, les Indiens étaient hospitaliers et intéressés à négocier. Bientôt, les Portugais s'aperçurent que les Indiens étaient constitués en différentes ethnies, avec leur culture et leur religion propre. Certaines de ces sociétés pratiquaient le cannibalisme religieux.
Les découvreurs (français, portugais principalement) passaient des accords avec les tribus qui devenaient leurs fournisseurs en matériaux exotiques. Le nom Brésil provient du "Pau Brasil" (Pieu de couleur de braise), très prisé des marins malouins en particulier. Ce bois était ramené du Brésil vers la Hollande (un des deux centres de tissage de l'Europe) où il était mis en poudre pour fabriquer la couleur rouge. La concurrence entre Français et Portugais a conduit à diverses expéditions et des guerres entre la France et le Portugal. Naturellement, cette compétition a correspondu à des luttes entre les tribus brésiliennes qui prenaient parti pour les clients (Tupiniquins alliés aux Portugais et Tupinambas alliés aux Français).
Il existe un excellent récit de ce temps - écrit par un Allemand canonnier au service des Portugais (Hans Staden), on peut aussi voir un film. La nécessité de mieux s'approvisionner amena les Français à créer des établissements stables à l’instar des Portugais. Ils furent imités par les Hollandais à Olinda. Ces deux puissances furent expulsées par une coalition hispano-portugaise et seules les zones plus au nord de la Guyane restèrent en leur possession.
L'intérêt des Européens pour le Brésil diminua fortement lorsque le rendement de l'exploitation de la canne à sucre aux Antilles devint meilleur qu'au Brésil.
Pour répondre aux besoins de main d'œuvre, en particulier des plantations de canne à sucre, les colonisateurs portugais, peu nombreux, essayèrent de réduire en esclavage les Indiens des tribus non alliées. Des groupes mixtes indiens et portugais organisèrent des expéditions appelées bandeiras dans l’intérieur pour capturer des Indiens et chercher de l'or et des pierres précieuses.
Les Amérindiens d'Amérique du Sud transmirent un certain nombre de maladies aux Européens (typhus, syphilis), mais en contrepartie, furent atteints par des maladies apportées par les Européens. L'agriculture amérindienne était de type collective et nomade. La tribu ou le groupe défrichait une portion de terre par brulis, la cultivait, puis, lorsque la terre n'était plus productive, le groupe se déplaçait vers une terre encore riche laissant la parcelle en jachère avant d'y revenir. Ce mode d'exploitation se heurta à l'exploitation permanente des colons européens. Il en résulta des luttes pour la terre qui expliquent les mouvements de lutte des pays andins. La plupart des tribus sont alors repoussées vers d'autres régions ou se sédentarisent. Certains exploitants agricoles pratiquaient la razzia envers des tribus non alliées, mais la difficulté de maintenir ces esclaves qui connaissaient bien le pays amena à importer des esclaves noirs qui, hors de leur milieu naturel, traumatisés, durement traités, étaient totalement déstructurés et plus malléables que les Indiens qui formaient des groupes constitués capables de mieux résister.
Les prêtres jésuites qui étaient venus avec le premier Gouverneur Général pour fournir une assistance religieuse aux colons, mais surtout pour convertir les peuples païens au catholicisme, prirent le parti des Indiens et suscitèrent une Bulle pontificale affirmant que les Indiens étaient humains et devaient être protégés. Des pères légendaires comme José de Anchieta et Manuel da Nóbrega étudièrent et divulguèrent leurs langues et fondèrent des établissements mixtes comme São Paulo dos Campos de Piratininga, où colons et Indiens vivaient les uns à côté des autres, parlant la même Língua geral.
Ils commencèrent aussi à créer des villages plus éloignés, peuplés seulement d’Amérindiens « civilisés », appelés missions ou réductions. Il y eut de nombreuses guerres entre certaines tribus comme la Confédération Tamoia. Parfois les Amérindiens se retournaient contre les Portugais, s'alliant avec les ennemis de ceux-ci, les Français, par exemple, dans le fameux épisode de la France antarctique à Rio de Janeiro. Parfois, ils s’alliaient aux Portugais contre d'autres tribus.

## Les Peuples autochtones dans le Brésil contemporain

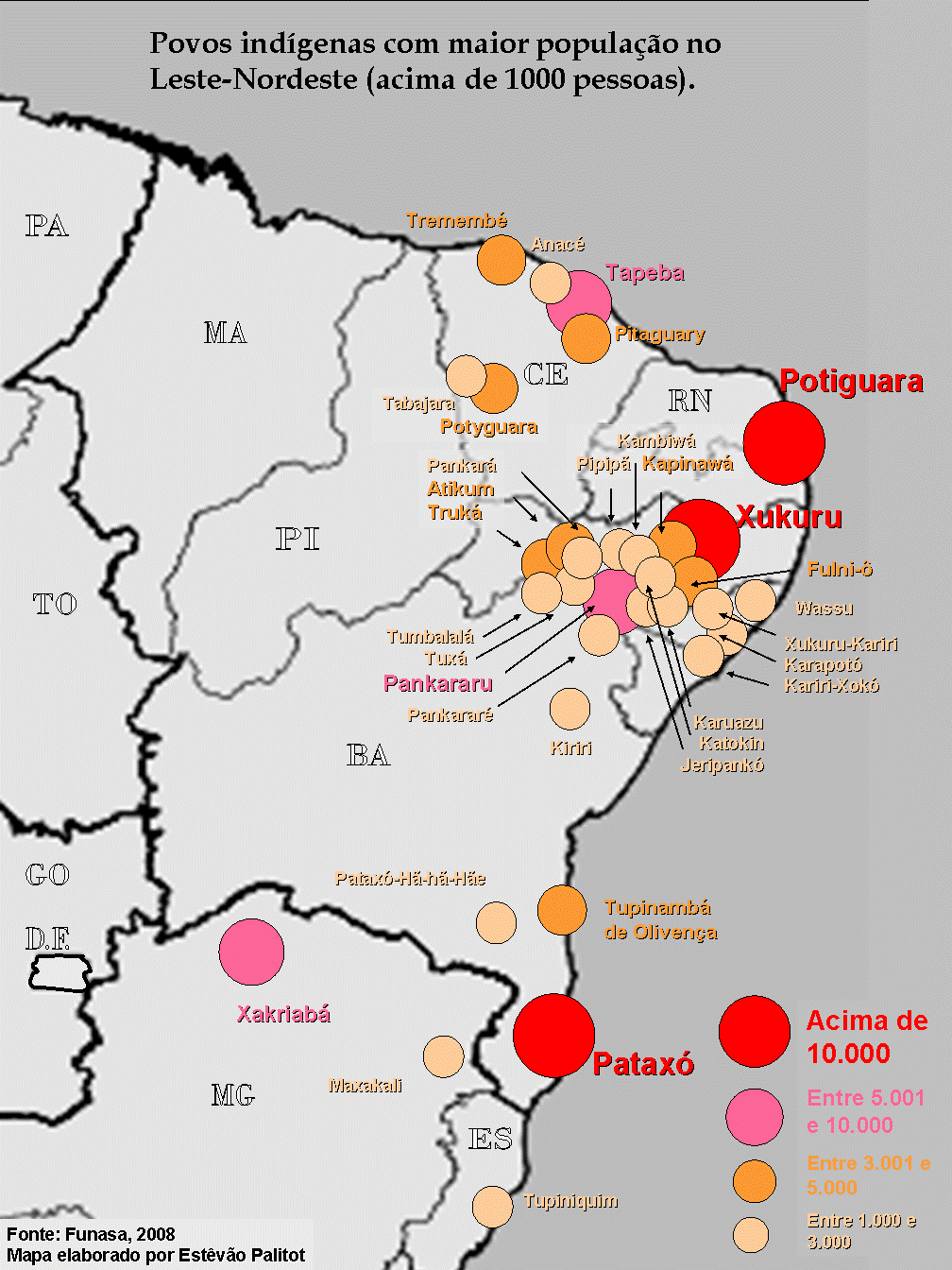
Ethnies principales de la région Nord-Est (Brésil).

Sous la dictature militaire, des milliers d'Indiens sont déplacés de force ou tués (intentionnellement ou par les maladies) afin de construire sur leurs terres des routes ou des barrages hydroélectriques.

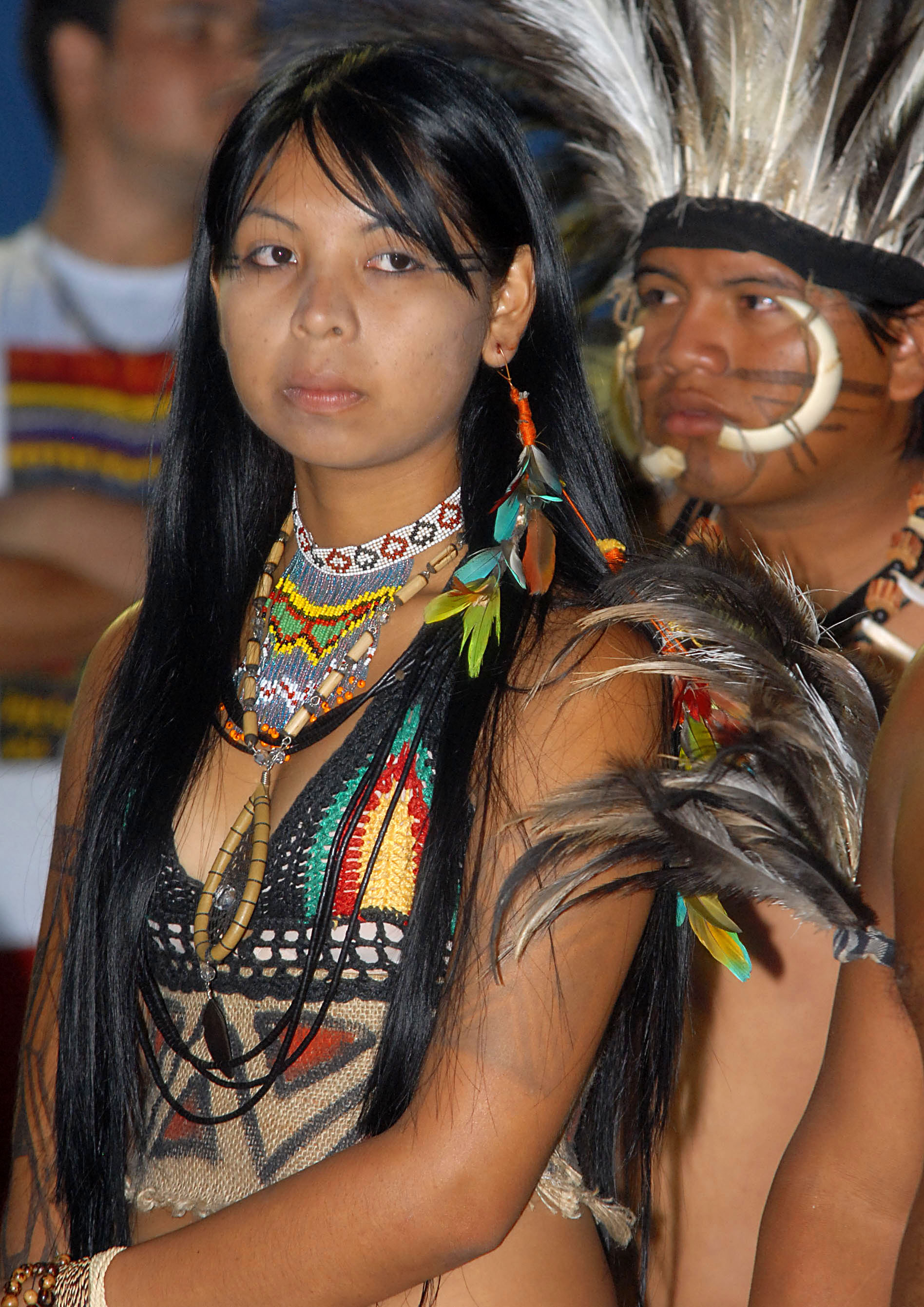
Une Indienne de l'ethnie Terena

Le peuplement brésilien est le résultat de la fusion entre les autochtones et les immigrés. Cependant ce métissage, cette acceptation du mode de vie européen n'est pas le fait de tous et un certain nombre de tribus résistent jusqu'à ce jour, préservant leur mode de vie traditionnel. Cette résistance a donné lieu à des guerres civiles souvent perdues par les « non-assimilés » face aux Européens alliés aux Amérindiens assimilés. Au XXe siècle, la quasi-totalité des Amérindiens ayant été assimilée, le gouvernement brésilien a adopté une attitude plus humanitaire, leur donnant une protection officielle avec la création des premières réserves indiennes. La Fondation Nationale des (Peuples) Indigènes (la FUNAI, en portugais brésilien Fundação Nacional dos Povos Indígenas) a été créé par Cândido Rondon, lui-même Amérindien bororo et officier supérieur de l'armée brésilienne. Les tribus non-assimilées sont contactées par la FUNAI, aujourd'hui rattachée au ministère de la Justice, et intégrées dans la société brésilienne à divers degrés. Cependant, cette protection n'est pas toujours suffisante et de nouvelles invasions, expulsions et massacres ont encore lieu.
Aujourd'hui au Brésil, il y a 1 652 876 Amérindiens qui occupent 594 territoires indigènes sur un total de 100 millions d'hectares (12 % du territoire brésilien). 215 ethnies sont répertoriées, utilisant 188 langues et dialectes. En 2002, on a signalé 45 groupes d’indigènes qui n'étaient pas encore entrés en contact avec le reste du monde. Une des tâches de la FUNAI est de tenter de les approcher afin que ce contact soit le moins traumatique possible.
La Constitution brésilienne de 1988 contient un chapitre sur les Indigènes reconnaissant leurs droits sur les terres qu'ils occupent traditionnellement. Ces « terres ancestrales » ont été déclarées inaliénables et « indisponibles ». Le Congrès seul peut en modifier l'usage, cette compétence étant retirée du domaine des tribunaux. Leur démarcation est toutefois toujours en cours sur la base des 594 zones indigènes répertoriées.
Le statut appliqué aux Amérindien est un statut dérogatoire. À l'exception d'une petite minorité, ils sont considérés comme des mineurs protégés, dépourvus de droits civiques. Le « Statut de l'Indien » datant de 1973 (loi 6001) est toujours appliqué, bien qu'il ne soit plus en conformité avec la Constitution en vigueur. Un projet de loi, déposé en 1991 au Congrès, est toujours discuté. Il soulève de vives discussions, notamment au sein des groupes de pression économiques, qui protestent contre la « sanctuarisation » d'une part aussi importante du territoire national. Les conflits de délimitation, souvent violents, sont aussi fréquents entre les tribus indiennes et les grands propriétaires terriens (fazendeiros). Depuis les années 1970, les Amérindiens sont progressivement chassés de leurs terres par l'expansion des grands domaines agricoles. Des attaques de propriétaires terriens se produisent parfois. Un cas célèbre est celui de l'Indien au trou, seul survivant de sa tribu, dont l'histoire a fait l'objet d'un livre,.
La difficulté du Brésil à faire face à cette part de son identité peut être symbolisée par les manifestations indiennes qui ont entaché la célébration en 2000 du cinq centième anniversaire de la « découverte » du Brésil par les navigateurs portugais dans l'État de Bahia.
Lors des recensements de 1991, 2000 et 2010, respectivement 294 000, 734 000 et 897 000 Brésiliens se considéraient comme « Améridiens »,.
Le groupe de défense des Gardiens de la forêt est créé en 2012 à l’initiative des Amérindiens guajajara, pour protéger leurs terres contre la « mafia du bois ». Régulièrement, les Gardiens de la forêt reçoivent des menaces de mort, et plusieurs ont été tués dans des embuscades. Les intrusions illégales de trafiquants de bois ou d'orpailleurs se multiplient après l'élection de Jair Bolsonaro, qui préconise l'exploitation commerciale des terres indigènes et des zones préservées.
En décembre 2018, Jair Bolsonaro annonce vouloir exploiter les ressources de la réserve de Raposa Serra do Sol, sur laquelle vivent 17 000 indigènes. Des milliers d’indigènes manifestent en mai 2019 contre la réduction de leurs droits par le gouvernement.
Le 25 août 2021, environ 6 000 autochtones — membres de 170 tribus — manifestent à Brasilia, à proximité du siège de la Cour suprême qui doit se prononcer sur l'application de la thèse temporelle, « qui ne reconnaît comme ancestrales que les terres qui étaient occupées par les indigènes quand a été promulguée la Constitution, en 1988 ». Tandis que Jair Bolsonaro prévoit le « chaos » si la « thèse temporelle » n'est pas confirmée, l'avocat et diplomate guatémaltèque Francisco Cali Tzay (en), rapporteur spécial des Nations unies pour les droits des peuples autochtones, déclare que son application dans cette affaire spécifique, concernant une réserve de l’État de Santa Catarina, « pourrait légitimer la violence contre les peuples indigènes et exacerber les conflits dans la forêt amazonienne et d’autres régions ». Le 21 septembre 2023, la cour suprême déclare inconstitutionnelle la thèse du cadre temporel, ce qui est une victoire pour les indigènes,.

## Démarcation des terres
La démarcation des terres indigènes est en cours dans diverses régions du pays. Elle consiste à reconnaître les contours de la réserve, à en marquer les limites sur le terrain et la faire homologuer par l’Union (décret du président de la République), l’enregistrer chez un notaire (au Brésil : Cartório de Imoveis) comme appartenant aux groupes indigènes considérés.
Souvent des intérêts particuliers sont en jeu, comme dans le cas de la réserve Raposa Serra do Sol (pt), délimitée en 2005, mais dont le président Jair Bolsonaro cherche à exploiter les ressources.

## Groupes ethniques

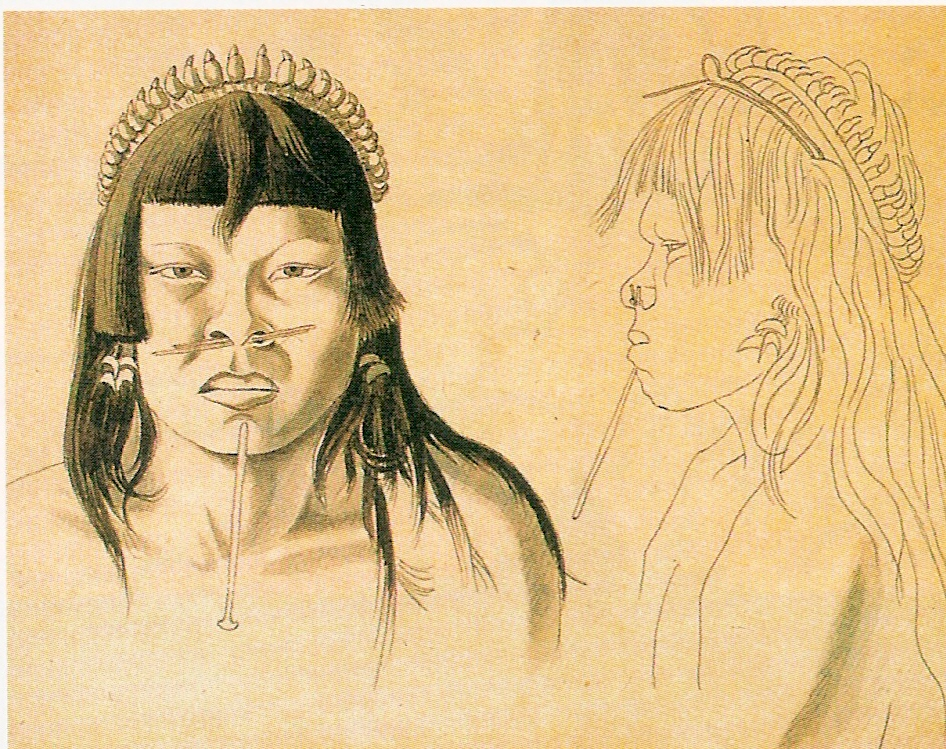
Portrait d'un amérindien Bororo, par Hercule Florence, lors de l'expédition conduite en Amazonie brésilienne par le Baron von Langsdorf en Amazonie de 1825 à 1829

Les groupes ethniques les plus nombreux (+ de 7 500 individus) : (autres noms) et population
- Guajajara (Tenetehára) 27 600
- Guaraní
  - Guarani Kaiowas (Paĩ-Tavyterã) 18 à 20 000
  - Guarani Ñandeva (Ava-Chiripa) 8 à 10 000
  - Guarani Mbya 6 000
- Kaingang (Kanhgág, Caingangue) 25875
- Macuxi (Makuxi, Macushi, Pemon) 19 000 au Brésil et 9 500 en Guyana
- Munduruku (Mundurucu, Wuy jug u - auto-dénomination -) 10 065
- Pataxó (Pataxô, Pataxó-Hã-Hã-Hãe) 9 700
- Potiguara (Petinguara, Pitiguares, Potygoar, Pitiguara, Pitagoar, Potiguares) 10837
- Satéré-mawé (Mawé) 13 350
- Terena (Guaná) 16 000
- Xakriabá 7 665
- Xavante (A'uwe, Akwe, Awen, Akwen) 9 602
- Yanomami (Ianomâmi, Yanomamõ, Yanomama, Yanoama, Xirianá) 12 000

Autres groupes par ordre alphabétique :

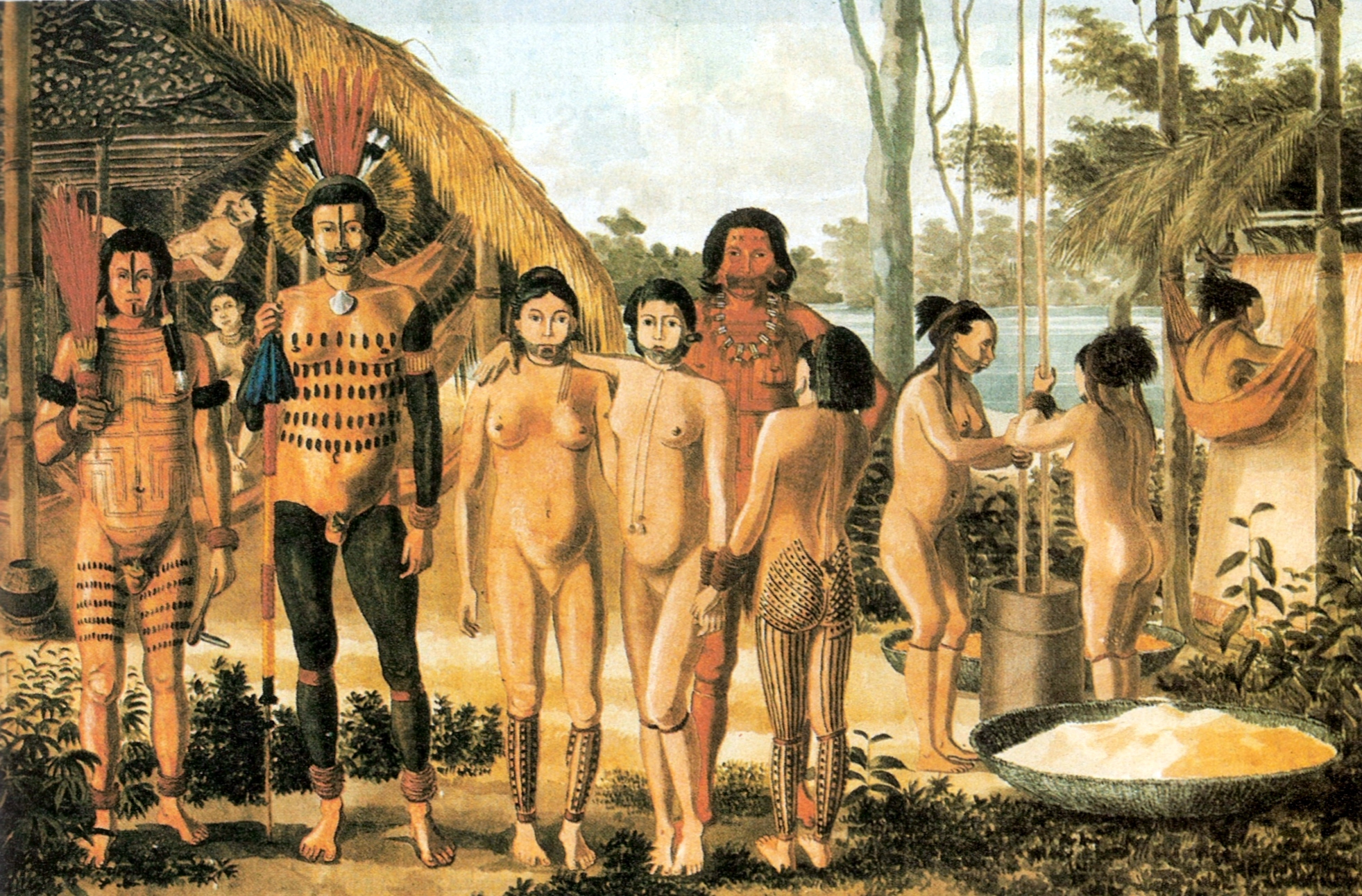
Indiens Apiaka, par Hercule Florence

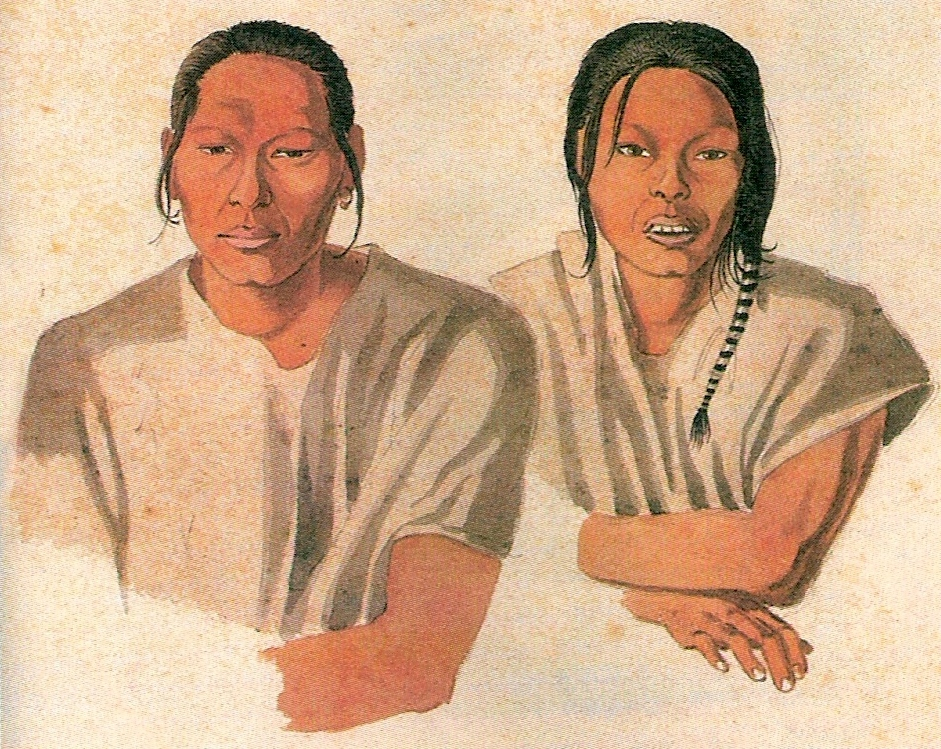
Indiens Guana, par Hercule Florence

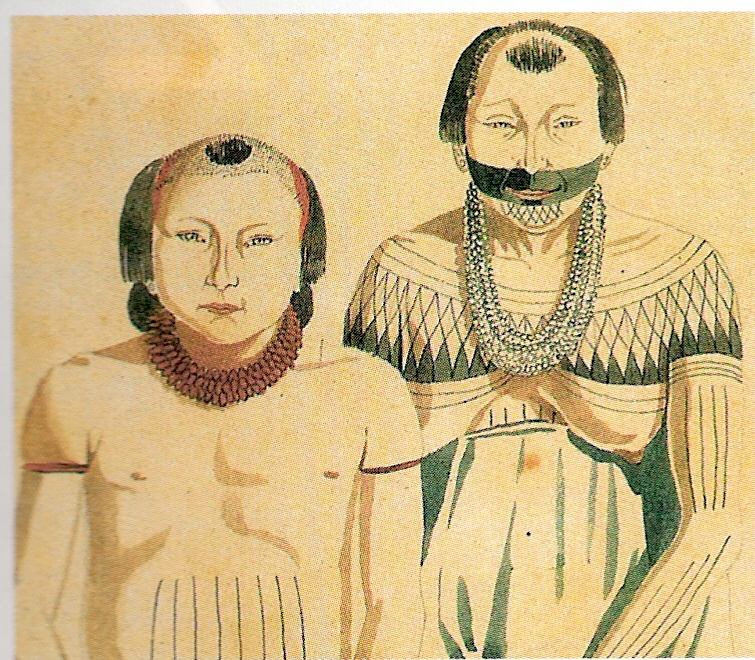
Indiens Mundurukus, par Hercule Florence

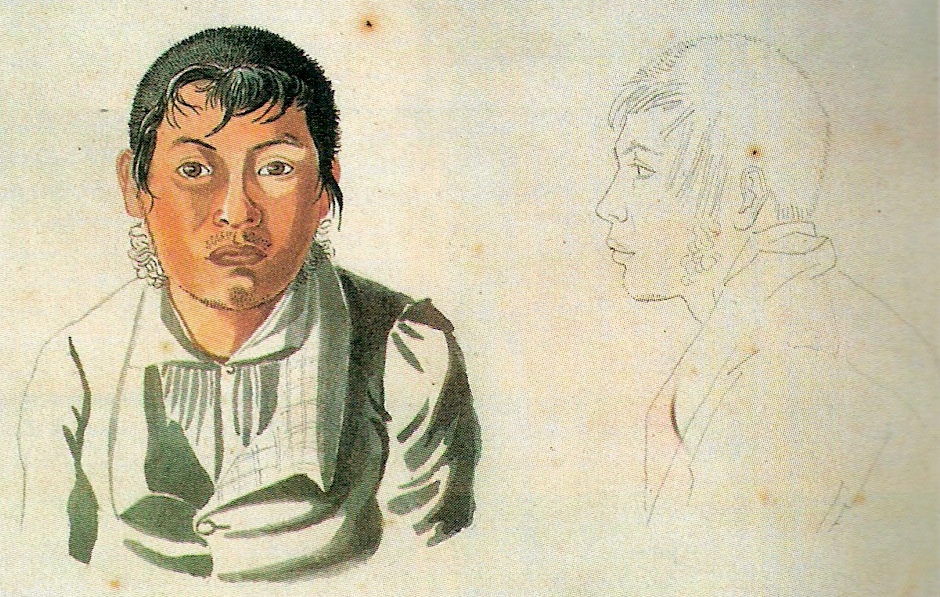
Indien Caxibi, par Hercule Florence

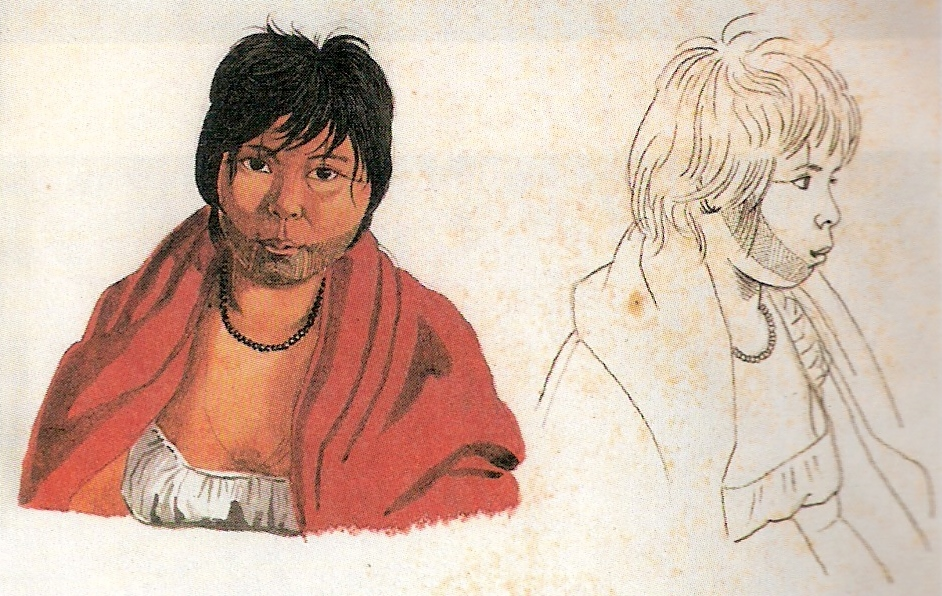
Indien Apiaka, par Hercule Florence

| Autres ethnies du Brésil (- de 7 500 individus) | |                                             |
| Nom ethnie                                      | Autre(s) nom(s)                                                                                                   | Population                                  |
| Apinajé                                         | Apinayé, Apinaié                                                                                                  | 1 262                                       |
| Aranã                                           | - | 30 familles                                 |
| Ashaninka                                       | Kampa, Asheninka                                                                                                  | Brésil : 859 Pérou : 51 000                 |
| Atikum                                          | Atikum-Umã | 2 743                                       |
| Awá                                             | Guajá, Wazaizara, Tenetehara, Aiayé, Amanayé, Gwazá                                                               | 326 en contact et 30 isolés                 |
| Aweti                                           | Awytyza, Enumaniá, Anumaniá, Auetö                                                                                | 140                                         |
| Bakairi                                         | Kurâ, Bacairi) | 950                                         |
| Baniwa                                          | Walimanai, Wakuenai                                                                                               | 4 026                                       |
| Bororo                                          | Boe | 1 024                                       |
| Karipuna                                        | Caripuna | 21                                          |
| Fulni-ô                                         | Kanijó | 2 930                                       |
| Ikpeng                                          | Txikão, Tchicão                                                                                                   | 319                                         |
| Ingariko                                        | Ingaricó | Brésil : 674 Guyana : 4 000 Venezuela : 728 |
| Jiripancó                                       | - | -                                           |
| Kaiabi                                          | Caiabi, Kayabi | 1 000                                       |
| Kaimbé                                          | Caimbé | -                                           |
| Kalabaça                                        | - | -                                           |
| Kalankó                                         | - | -                                           |
| Kapon                                           | - | 4 866                                       |
| Kalapalo                                        | Calapalo | 417                                         |
| Kamayurá                                        | Kamayurá, Camaiurá, Kamaiurá                                                                                      | 455                                         |
| Kambiwá                                         | Cambiuá | 1 578                                       |
| Kanindé                                         | - | -                                           |
| Kantaruré                                       | Cantaruré | 353                                         |
| Kapinawá                                        | Capinauá | 422                                         |
| Karajá                                          | Iny | 2 500                                       |
| Karapotó                                        | - | -                                           |
| Kariri-Xocó                                     | Cariri-Chocó | 1 500                                       |
| Karuazu                                         | - | -                                           |
| Kiriri                                          | - | 1 401                                       |
| Katukina                                        | Tüküná | 289                                         |
| Kaxinawá                                        | Huni kuin, Cashinauá, Caxinauá                                                                                    | Brésil : 1 400 Pérou : 3 964                |
| Kayapo                                          | Caiapó, Mebêngokrê, Gorotire, A’ukre, Kikretum, Mekrãnoti, Kuben-Kran-Ken, Kokraimoro, Metuktire, Xikrin, Kararaô | 7 096                                       |
| Korubo                                          | Korubu, Dslala | -                                           |
| Krahô                                           | Mehim, Mãkrare, Quenpokrare                                                                                       | 2 000                                       |
| Krenak (Peuple)                                 | Borun | 150                                         |
| Kuikuro                                         | Kuikuru, Cuicuro                                                                                                  | 450                                         |
| Massako (peuple)                                | - | -                                           |
| Matipu                                          | - | 119                                         |
| Maxakalí                                        | Monacó bm, Kumanuxú, Tikmuún                                                                                      | 802                                         |
| Mehinako                                        | Mehinaku | 199                                         |
| Nahukuá                                         | Nafuquá, Nahukuá                                                                                                  | 105                                         |
| Ofaié                                           | Opaié, Ofaié-Xavante                                                                                              | 62                                          |
| Palikur                                         | Paricuria, Paricores, Palincur(s), Parikurene, Parinkur-Iéne, Païkwené                                            | Brésil : 918 Guyane : 470                   |
| Pankará                                         | - | 1 025                                       |
| Pankarará                                       | Pancararé | 1 500                                       |
| Pankararu                                       | - | 5 880                                       |
| Pankaru                                         | Pankararu-Salambaia                                                                                               | 87                                          |
| Parentintins                                    | - | 250                                         |
| Patamona                                        | - | -                                           |
| Paiaku                                          | Jenipapo-Kanindé                                                                                                  | 220                                         |
| Pipipã                                          | - | -                                           |
| Pitaguari                                       | Pitagoarí, Pitaguar, Pitavari, Pitiguari                                                                          | 871                                         |
| Suruí                                           | Paiter | 1375                                        |
| Suyá                                            | Suyá Orientaux, Kĩsêdjê, Kisêdjê                                                                                  | 334                                         |
| Tapirapé                                        | Tapi’irape | 501                                         |
| Tapeba                                          | Tapebano, Perna-de-pau                                                                                            | 2 491                                       |
| Tapuio                                          | Tapuia-Xavante, Tapuia                                                                                            | 235                                         |
| Tremebé                                         | - | 5 000                                       |
| Truká                                           | - | 1 333                                       |
| Trumai                                          | Ho kod ke | + de 120                                    |
| Tumbalalá                                       | - | 180 familles                                |
| Tupinamba                                       | - | -                                           |
| Tupiniquim                                      | - | 1 386                                       |
| Waiãpi                                          | Guaiapi, Wajãpi, Wayampi, Oyampi, Wayãpy                                                                          | Brésil : 525 Guyane : 412                   |
| Wapixana                                        | Uapixana, Wapishana, Vapidiana, Wapisiana)                                                                        | Brésil : 6 500 Guyana : 4 000               |
| Wassu                                           | - | 1 447                                       |
| Wauja                                           | Waurá, Vaurá, Aurá, Uaurá                                                                                         | 333                                         |
| Xerente                                         | A'uwe, Awen, Akwe, Akwen                                                                                          | 1 814                                       |
| Xokó                                            | Xocó, Chocó | 250                                         |
| Xukuru                                          | Xucuru | 6 363                                       |
| Yawalapiti                                      | Iaualapiti | 208                                         |
| Yawanawá                                        | - | 450                                         |
| Yudjá                                           | Juruna, Juruhuna, Yuruna, Juruûna, Geruna, Yudya                                                                  | 278                                         |
| Zuruahã                                         | Zuruahá, Suruwaha, Sorowaha                                                                                       | 144                                         |

### Filmographie
- Children of the Amazon, un documentaire sur les populations indigènes du Brésil
- Documentaire sur la Pacification de l'Amazonie au Brésil